# Oxylapia polli
Oxylapia polli es una especie de peces de la familia Cichlidae en el orden de los Perciformes.

## Morfología
Los machos pueden llegar alcanzar los 12,8 cm de longitud total.

## Hábitat
Vive en zonas de clima tropical  entre (19°S-21°S) de temperatura.

## Distribución geográfica
Se encuentran en África: río Nosivolo (Madagascar ). 